# Michelle O’Neill (Schiedsrichterin)

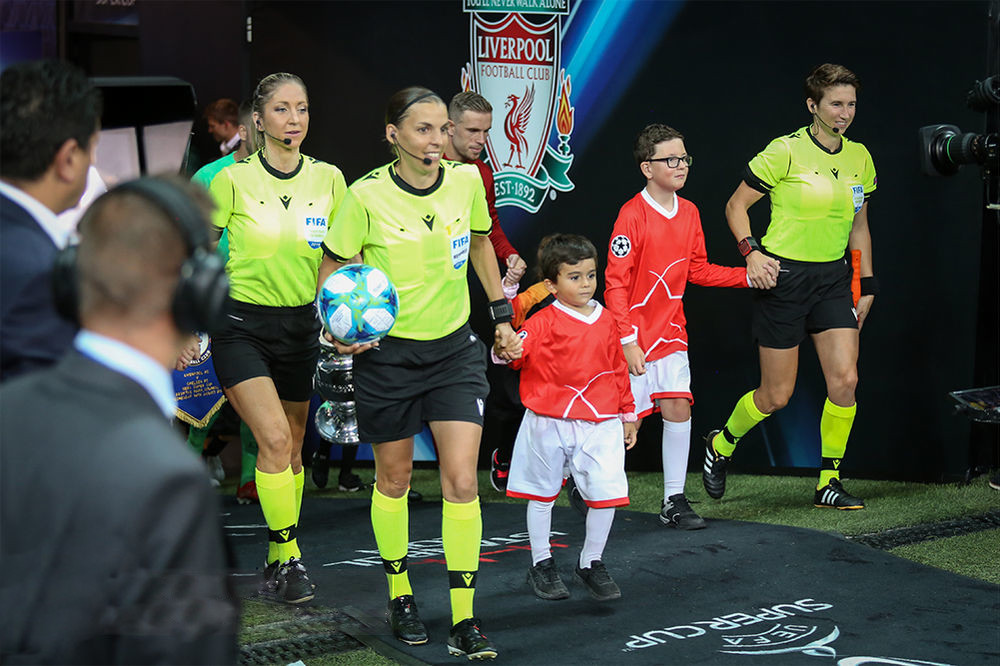
Michelle O’Neill (rechts) mit Stéphanie Frappart und Manuela Nicolosi beim UEFA Super Cup 2019

Michelle O’Neill (* 20. Juli 1978) ist eine ehemalige irische Fußballschiedsrichterassistentin.

## Werdegang
O’Neill leitete über zehn Jahren Spiele in der irischen League of Ireland Premier Division.
Von 2011 bis 2024 stand sie auf der Liste der FIFA-Schiedsrichter.
O’Neill war (oft im Schiedsrichtergespann von Stéphanie Frappart) unter anderem Schiedsrichterassistentin bei der Weltmeisterschaft 2015 in Kanada, bei der Europameisterschaft 2017 in den Niederlanden, bei der Weltmeisterschaft 2019 in Frankreich (inklusive Finale), beim olympischen Fußballturnier 2020 in Tokio und bei der Europameisterschaft 2022 in England.
Am 14. August 2019 leitete mit Stéphanie Frappart, Manuela Nicolosi und Michelle O’Neill erstmals ein weibliches Schiedsrichtergespann das Finale des UEFA Super Cups 2019 zwischen dem FC Liverpool und dem FC Chelsea (2:2 n. V., 5:4 i. E.).
Im Januar 2023 wurde O’Neill für die Weltmeisterschaft 2023 in Australien und Neuseeland nominiert. Bei dieser leitete sie zusammen mit Cheryl Foster und Franca Overtoom insgesamt vier Spiele, darunter zwei Gruppenspiele, ein Achtelfinale sowie das Spiel um Platz 3 zwischen Schweden und Australien (2:0).
2024 beendete sie ihre aktive Schiedsrichterkarriere.